# Mamoru Takuma
Mamoru Takuma (jap. 宅間 守, Takuma Mamoru; * 23. November 1964 in Itami; † 14. September 2004) war ein japanischer Massenmörder, der im Jahr 2001 in Osaka acht Schüler der ersten und zweiten Klasse tötete und 15 weitere verletzte. Die Tat wurde als Schulmassaker von Osaka bekannt.

## Leben vor der Tat
Takuma brach die Oberschule ab und wurde von seinem Vater abgelehnt. Aus den Japanischen Selbstverteidigungsstreitkräften wurde er wegen Geschlechtsverkehrs mit einer Minderjährigen entlassen. Es gab Gerüchte über eine inzestuöse Beziehung zwischen ihm und seiner Mutter, mit der er 1984 zusammenlebte. Sein Vater war jedenfalls sehr erzürnt und holte seine Frau zurück zu sich. Im November 1984 wurde Takuma erstmals wegen Vergewaltigung festgenommen.
Er zog nach Ikeda in der Präfektur Osaka und fand dort als Bus- und Müllwagenfahrer Arbeit. Kollegen beschrieben ihn als völlig unauffälligen, stillen, lediglich etwas einzelgängerisch veranlagten Menschen, der nicht gerne mit Kunden zu tun hatte und es vorzog, allein zu arbeiten. Nachdem er eine Passagierin wegen des Geruchs ihres Parfüms angegriffen hatte, wurde er 1998 entlassen.
Seine nächste Anstellung fand er als Hausmeister an der Grundschule Itami, einer Grundschule sechs Kilometer von Ikeda entfernt. Im Oktober desselben Jahres wurde er unter dem Verdacht festgenommen, seine Exfrau angegriffen zu haben. Am 3. März 1999 vergiftete er den Tee im Lehrerzimmer mit seinen Medikamenten. Vier Menschen mussten daraufhin stationär behandelt werden, Takuma wurde in eine psychiatrische Klinik eingewiesen. Dort diagnostizierte man bei ihm Schizophrenie, entließ ihn aber bereits nach einem Monat mit der Begründung, er sei in der Lage, für sich selbst zu sorgen. Diese Entlassung erwies sich rasch als verfrüht; in der Folgezeit pendelte er zwischen drinnen und draußen.
Im November 1999 wurde er erneut festgenommen. Es bestand der Verdacht des Hausfriedensbruchs gegen ihn, zu einer Anklage kam es jedoch nicht. Im September 2000 gelang es ihm, als Taxifahrer Arbeit zu finden. Er verlor diese jedoch bereits am 16. Oktober wieder, nachdem er einem Hotelpagen in Osaka die Nase gebrochen hatte. Ihm wurden auch mehrere Wohnungen gekündigt, unter anderem, weil er seinen Müll vom Balkon zu werfen pflegte. Am 23. Mai 2001 wurde er erneut in die Klinik eingewiesen, verließ diese jedoch nach einem Tag und kehrte nicht mehr zurück.

## Die Tat
Am 8. Juni 2001 nahm Takuma absichtlich eine zehnfache Überdosis der ihm verordneten Psychopharmaka und tötete acht Schüler in der Grundschule Ikeda mit einem Küchenmesser und verletzte weitere 15 Schüler. Eigentlich hätte er an diesem Tag zu einer Anhörung wegen des Angriffs auf den Hotelpagen vor Gericht erscheinen müssen. Sein Zustand bei seiner Festnahme wird als äußerst verwirrt beschrieben. Zunächst soll er wiederholt geäußert haben

„Ich ging zu der Grundschule.“

dann jedoch

„Ich ging zum Bahnhof und erstach hundert Leute mit meinem Messer. Ich ging nicht zu der Grundschule.“

Zu einem späteren Zeitpunkt, während eines Verhörs, konstatierte er:

„Wirklich alles ist unerträglich geworden. Wieder und wieder habe ich versucht, mich selbst zu töten, konnte es aber nicht tun. Ich wollte festgenommen und zum Tode verurteilt werden.“

## Verfahren und Hinrichtung
Am 28. August 2003 wurde Takuma des mehrfachen Mordes für schuldig befunden und zum Tode verurteilt. Er zeigte kein Anzeichen von Reue und weigerte sich, sich bei den Angehörigen seiner Opfer zu entschuldigen. Er bat lediglich darum, das Urteil so schnell wie möglich zu vollstrecken. Dies geschah auch mit für japanische Verhältnisse ungewöhnlicher Eile, bereits am 14. September 2004 wurde Takuma gehängt.